# Nototriton abscondens
Nototriton abscondens is een salamander uit de familie longloze salamanders (Plethodontidae). De soort werd voor het eerst wetenschappelijk beschreven door Edward Harrison Taylor in 1948. Oorspronkelijk werd de wetenschappelijke naam Chiropterotriton abscondens gebruikt.

## Verspreiding en habitat
De salamander komt voor in delen van Midden-Amerika en leeft endemisch in Costa Rica. Nototriton abscondens komt voor in de bergbossen van de Cordillera de Tilarán en de Cordillera Central op hoogtes tussen de 1000 en 2500 meter boven zeeniveau, waaronder in het Nationaal park Braulio Carrillo. Deze salamander leeft zowel op de bosbodem als in de bomen en houdt zich met name op tussen mos.
In 2014 plantte Nototriton abscondens zich voor het eerst in gevangenschap voort in het Costa Rican Amphibian Research Center.